# Neue Reifenzeitung
Die Neue Reifenzeitung ist eine deutschsprachige Fachzeitschrift für den Reifen-, Räder- und Zubehörmarkt. Gründer der Zeitschrift ist Klaus Haddenbrock (verstorben 2021). Die Neue Reifenzeitung erscheint erstmals 1981 und wird in Stade (Niedersachsen) durch die Profil-Verlag GmbH verlegt. Sie erscheint monatlich in einer Auflage von 5000 Heften, von denen 4800 Hefte vorwiegend im deutschsprachigen Raum Europas vertrieben werden. Zusätzlich zur Zeitschrift verlegt der Profil-Verlag noch die Runderneuerungsbeilage Retreading Special, die im März, Juni und September erscheint, sowie Zusammenfassungen der saisonalen Sommer- und Winterreifentests großer Organisationen und Zeitschriften.
Die Neue Reifenzeitung ist eine von zwei Fachzeitschriften auf dem deutschen Reifenmarkt.
Seit 1987 gehört auch der 1946 gegründete Verlag Tyre Industry Publications Ltd. (Stoke-on-Trent, Großbritannien) zur Verlagsgruppe. Er gibt die englischsprachige Reifenfachzeitschrift Tyres & Accessories heraus und betreibt ein Nachrichtenportal auf Tyrepress.com für Fachleser sowie eines für Endverbraucher: WhatTyre.com. Jüngstes Produkt der Verlagsgruppe ist ein Portal für den italienischen Reifenmarkt: PneusNews.it. Die Verlagsgesellschaft Pneusnews Srl wird 2010 im norditalienischen Belluno (Venetien) gegründet. Zusätzlich zu dem von PneusNews Srl betriebenen Nachrichtenportal betreibt der Verlag das Endverbraucherportal GripDetective.it.

## Reifenpresse.de
Seit 1998 betreibt die Neue Reifenzeitung ein eigenes Nachrichtenportal. Auf Basis der dort tagesaktuell veröffentlichten Meldungen und Hintergrundbeiträge versendet die Redaktion täglich einen elektronischen Newsletter an über 4800 Abonnenten. Seit 2000 betreibt die Zeitschrift in ihrem Portal außerdem eine umfassende Reifentestdatenbank, in der Ende 2021 bereits zu über 6400 Reifen die Ergebnisse von Reifentests aufgeführt sind.